# Veer (vogel)

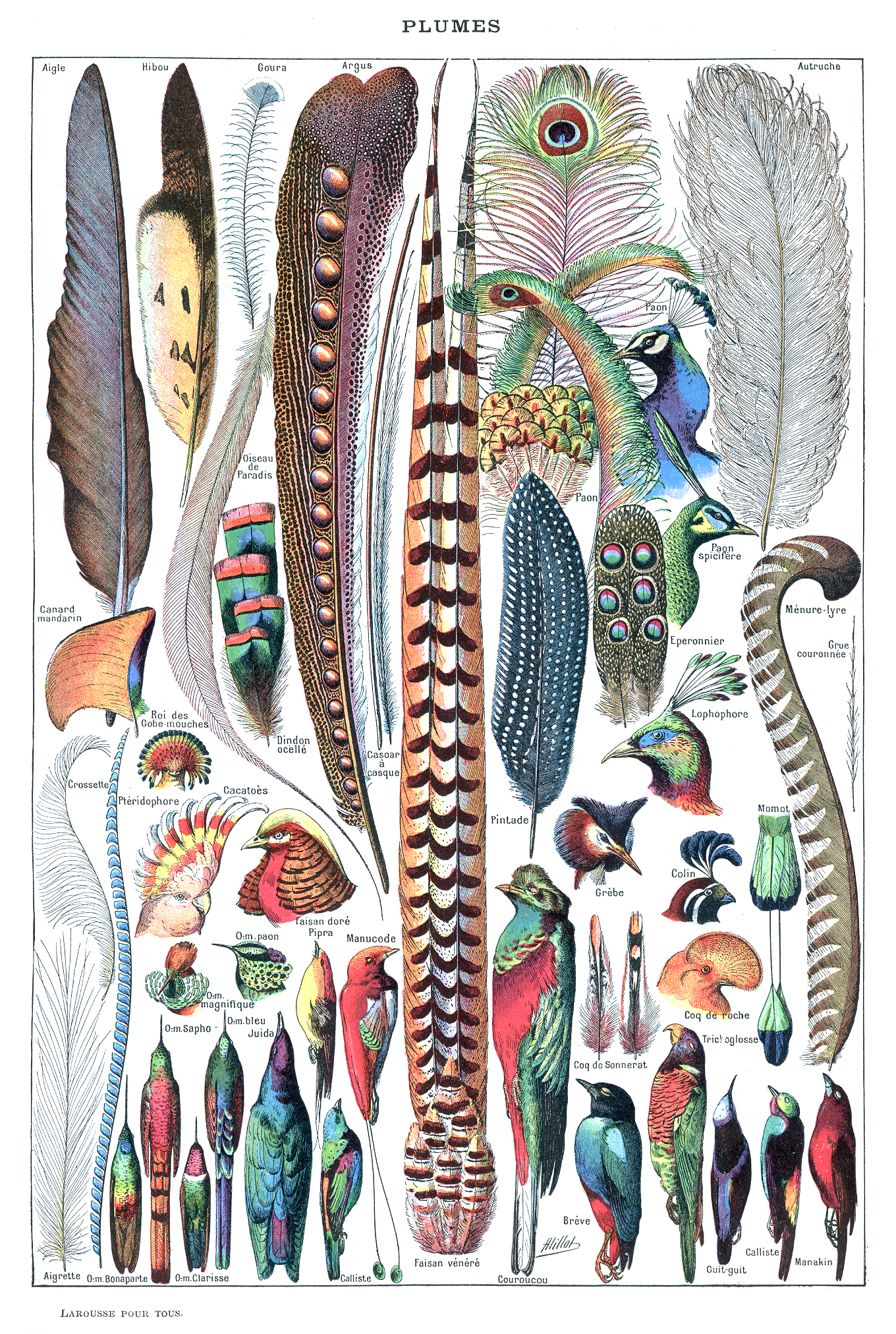
Veren zijn er in alle kleuren en vormen.

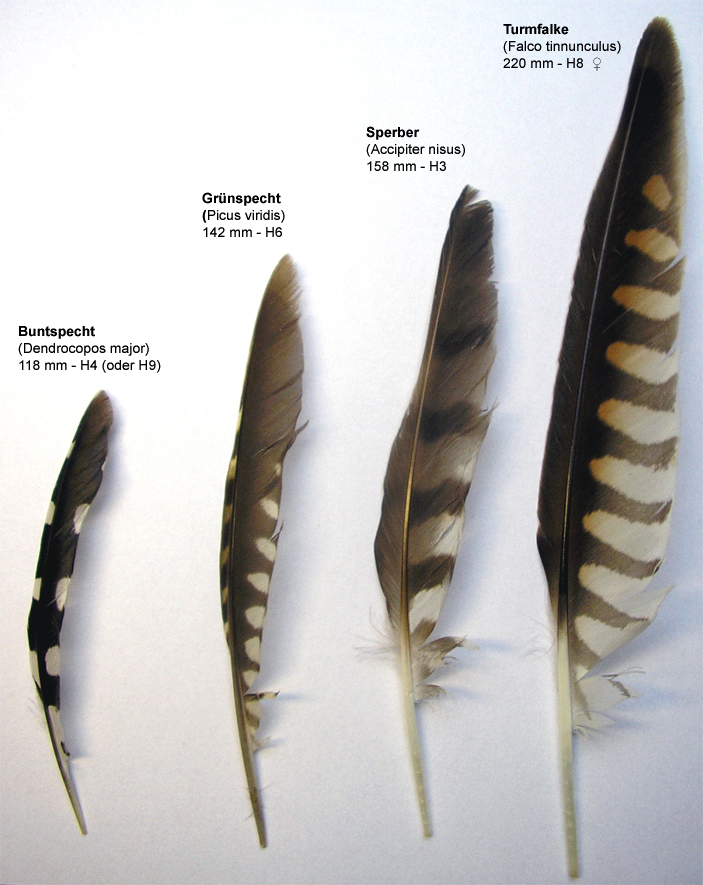
Veren van verschillende Nederlandse vogels, v.l.n.r.: grote bonte specht, groene specht, sperwer en torenvalk.

Een veer is een dikke en langwerpige uit keratine opgebouwde structuur die bestaat uit een schacht die sterk vertakt is en gevormd wordt in de huid van de moderne vogels. De voorouders van vogels, die tot de dinosauriërs behoorden, droegen ook veren. Veren zijn ontstaan uit lichaamsbeharing en het geheel aan veren op het lichaam van een dier wordt het verenkleed genoemd. Veel soorten kunnen aan de kleuren en vormen van hun veren op naam gebracht worden. 
Veren geven door hun vertakte structuur een veel betere thermisch isolerende laag dan de lichaamsbeharing  van zoogdieren. Meestal wordt daarom aangenomen dat isolatie de hoofdfunctie was bij de evolutie van het verenkleed en dat vliegen een latere bijkomende functie was. De slagpennen of vliegveren vergroten het vleugeloppervlak en hebben daarnaast enkele verschillende gespecialiseerde vormen die het vliegvermogen ondersteunen.

## Verschillende soorten
De veren van een vogel zijn in vier verschillende soorten onder te verdelen.
- Donsveren (pluma) isoleren en reguleren vocht; deze soort wijkt ook meteen het meest af van de andere drie soorten veren.
- Dekveren (tectrix, mv. tectrices) geven de vogel stroomlijning en houden het onderliggende dons droog.
- Slagpennen (remex, mv. remiges) geven lift en stuwkracht, zodat de vogel kan vliegen.
- Staart- of stuurpennen (rectrix, mv. rectrices) geven lift en stabiliteit. De vogel gebruikt ze verder om te sturen en te remmen. Ook deze veren zijn dus zeer belangrijk voor het vliegen.

## Bouw
Een veer bestaat uit een holle schacht waarop aan weerszijden de vlaggen staan. De vlaggen zijn opgebouwd uit baarden die naast elkaar liggen. De baarden kunnen in elkaar haken via de aanwezige haakjes. De mate waarin ze vasthaken bepaalt de stijfheid van de veer. 
Donsveren zijn een uitzondering en hebben geen schacht. Ze bestaan uit enkele baarden die niet vasthaken.

## Rangschikking

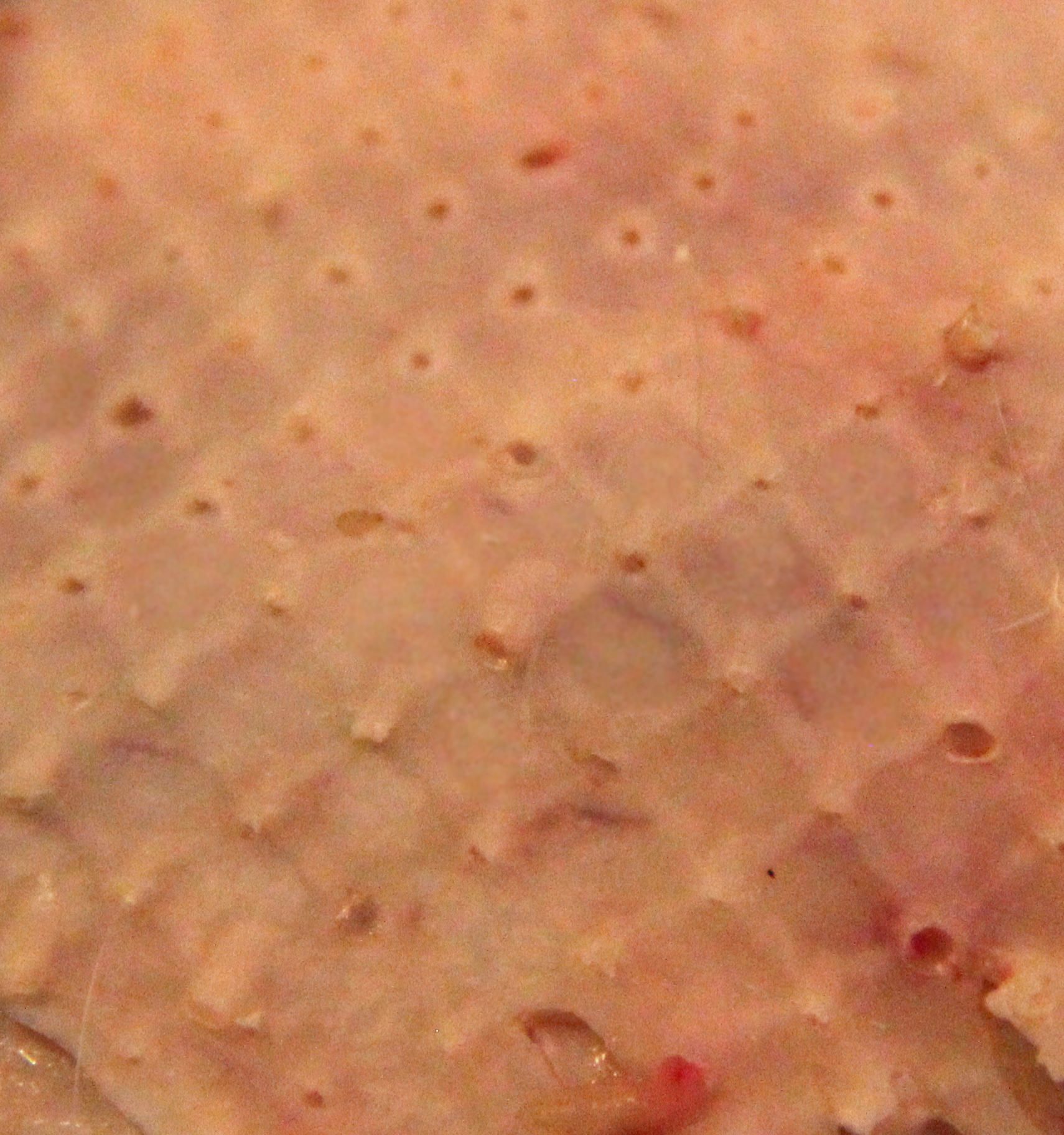
De regelmatige rangschikking van veren, hier na het plukken

Om een flexibele en dichte afdekking te vormen, zijn de veren van de romp in het algemeen in een vast patroon gerangschikt. De rangschikking is vergelijkbaar met die van de schubben van een vis.

## Symboliek
De veer wordt naast de huidbedekking van vogels ook nog een symbolische betekenis toegekend.
Zo associëren de indianen veren heel toepasselijk met lucht en adem, en spreken de Egyptenaren van "de veer van de waarheid".
De Egyptenaren spreken van een ritueel waarbij het hart wordt gewogen van een overledene tegen een veer van de godin van de waarheid. Als hij zwaarder zou zijn, dan kwam dat omdat de voormalige eigenaar kwaad had gedaan en dus werd hem/haar de toegang tot het hiernamaals ontzegd.

## Uitdrukkingen
- 'Zo licht als een veertje' - Iets dat bijna niks weegt, vaak ook gebruikt als iets relatief weinig weegt: 'Het meisje woog slechts vijftig kilo, ze was zo licht als een veertje'.
- 'Iemand een veer in zijn kont steken' - Iemand een compliment geven.